# Tour della nazionale maschile di rugby a 15 delle Tonga 2004-2007
Tra il 2004 e il 2007, la nazionale di Tonga di "rugby a 15" si reca varie volte in tour per prepararsi al Coppa del mondo del 2007

## 2005: In Europa
Tonga si reca per un Tour in Europa . Pesanti le sconfitte contro l'Italia e la Francia
| 8 novembre 2005 | Italia A | 27 – 33 | Tonga XV |  |

| Prato 12 novembre 2005 | Italia | 48 – 0 | Tonga |  |

| Tolosa 19 novembre 2005 | Francia | 43 – 8 | Tonga |  |

## 2007 in Europa
Tour di preparazione ai mondiali
| Auckland 14 agosto 2007 | Auckland A | 12 – 34 | Tonga XV |  |

| Edimburgo 24 agosto 2007 | Edimburgo | 14 – 26 | Tonga XV |  |